# 86400 секунд роботи чергової частини міліції
«86400 секунд роботи чергової частини міліції» — радянський детективний художній фільм 1988 року.

## Сюжет
Фільм заснований на реальних подіях 1974 року в Ризі: пограбування інкасаторів і вбивства водія. У фільмі брав участь особовий склад Горьковського, Одеського облвиконкомів і УВС Латвійської РСР.

## У ролях
- Олександр Пороховщиков — Марков, начальник УВС
- Микола Мерзлікін — Олексій Михайлович Єрмолаєв, майор, черговий УВС
- Володимир Нікітін — Звягінцев, старший лейтенант, черговий УВС
- Римма Бєлякова — Разумовська, мати Олени
- Федір Бондарчук — Андрій Кузьмичов, наркоман
- Ілзе Ваздіка — стрілок ВОХОРу
- Євген Вевер — епізод
- Галина Дьоміна — сусідка Королькової
- Олексій Інжеватов — Корсаков
- Людмила Цвєткова — Сурикова
- Улдіс-Яніс Вейспалс — Коренєв

## Знімальна група
- Режисер — Ігор Попов
- Сценарист — Микола Щербинський-Арсеньєв
- Оператор — Олександр Разумов